# Les Voyageurs de l'Espace
Les Voyageurs de l'Espace est un collectif artistique placé sous la direction artistique du violoncelliste Didier Petit et de Gérard Azoulay, responsable de l’Observatoire de l'Espace, le laboratoire culturel du CNES. Les Voyageurs de l’Espace créent des spectacles dont le but est de réinventer un rapport à l’Espace loin des idées reçues. Le collectif a construit plusieurs projets autour de la musique, de l’écriture et de l’image au travers de collaborations entre des artistes, des auteurs et des chercheurs en sciences exactes. 

## Débuts du collectif
La première représentation publique des Voyageurs de l’Espace a eu lieu au CNES à l’occasion de la Fête de la musique 2009. Hélène Breschand (harpiste), Alex Grillo (vibraphoniste), Terje Isungset (percussionniste), Sylvain Kassap (clarinettiste), Jean-François Pauvros (guitariste), Didier Petit (violoncelliste), Christian Sebille (électroacoustique) et Damien Bouvet (comédien), étaient réunis pour aborder cinq thèmes : le Songe, l’Arrachement, dans l’Espace, Ailleurs et le Retour. Ancrés dans l’univers du jazz, ils ont détourné des chansons françaises inspirées par l’Espace (de Magali Noël chantant Boris Vian à Paris Combo et leur Mais que fait la NASA ?) et adapté les textes d’Alain Borer, David Lespiau, Ernest Pépin et Noëlle Revaz publiés dans la revue de littérature et de création Espace(s).
En 2010, à l’occasion de la 9e Nuit Blanche, au CNES, les Voyageurs de l'Espace étaient cette fois composés de deux acteurs, un Français, Laurent Poitrenaux, et un Russe, Vithya Ponomarev, ainsi que de cinq musiciens, Alexeï Aigui (violoniste), Etienne Bultingaire (création sonore), Philippe Foch (percussionniste), Didier Petit et Christian Sébille. Ils ont proposé au public Correspondances Paris-Moscou, une création en dix mouvements mêlant performances musicales, littéraires et cinématographiques sur l’histoire de la coopération franco-russe. Ce spectacle a ensuite été joué à Moscou en décembre 2010 à DOM avec Didier Petit, Alexei Aigui, Bernard Chambaz, Alexandre Gorelov (acteur), Arkady Marto (pianiste), et Alexeï Slapovski (écrivain).
Toujours en 2010, au cours du Festival WormHoles à l’Échangeur à Bagnolet, la formation s’est élargie trois jours durant, jusqu’à réunir une vingtaine de musiciens, d’écrivains, de danseurs, de comédiens, de vidéastes et de scientifiques, qui « revisitaient l’imaginaire spatial dans des mises en scène tour à tour drôles, émouvantes, originales et envoûtantes ».

## Productions originales en tournée

### 2012 -Retour de Russie
Avec Didier Petit (violoncelliste), Terje Isungset (percussionniste), Karin Romer (actrice) et Christian Sébille (électroacoustique).
Le spectacle Retour de Russie expérimente la fusion de la musique, de la lecture et des images pour éclairer les rapports réels ou imaginaires tissés entre la France et la Russie ou ex-URSS autour de l'aventure spatiale. Le spectacle s'appuie sur des textes de Philippe Claudel, d’Anatoli Kourtchatkine et de Jean-Claude Pinson évoquant les notions de pouvoir et de perte. La scénographie est fondée sur un mélange d'archives et d'images contemporaines : la Terre vue au travers des hublots de la coupole panoramique de la Station spatiale internationale, les premiers pas de robots prototypes d'exploration planétaire, ou encore le film d'animation constructiviste Révolution interplanétaire de Zenon M. Komissarenko. Ce spectacle a été l’occasion d’une première tournée en France à l’automne 2012.  

### 2014 -Chute libre
Avec Philippe Foch (percussionniste), Pierre Meunier (acteur et metteur en scène), Didier Petit (violoncelliste) et Christian Sébille (électroacoustique).
Chute libre est une aventure-spectacle née d’un texte écrit par Pierre Meunier à la suite de son vol en impesanteur à bord de l’Airbus Zero-G, dans le cadre de la résidence Des écrivains en impesanteur de l’Observatoire de l’Espace. Les Voyageurs de l’Espace ont  élaboré cette aventure-spectacle en lien avec la condition d’impesanteur en s'inspirant d'archives spatiales du CNES consacrées aux engins techniques – fusées ou ballons – et aux véhicules expérimentaux. Chute libre traite du désir d'Espace et du miroir qu'il renvoie à l'humanité.

### 2016 -Musique d’Ailleurs
Avec Philippe Foch (percussionniste), Didier Petit (violoncelliste) et Claudia Solal (chanteuse).
Musique d’Ailleurs est un spectacle musical de chansons adaptées de textes des auteurs Olivier Bleys, Sabine Macher, Mariette Navarro, Charles Pennequin, Éric Pessan, Coline Pierré et Karin Serres, créés spécifiquement pour ce projet et y associe certains classiques revisités du répertoire de la chanson française inspirée par l’Espace pour proposer une traversée de l'histoire spatiale contemporaine.  
L’album studio issu de ce spectacle est distribué par le label Buda Musique. Il a été listé dans les « Coups de cœur » de l'Académie Charles Cros avant d’être récompensé par celle-ci du Grand Prix en novembre 2017.
Le spectacle a tourné en France, aux pays baltes, en Finlande, en Chine et au Mexique. 

### 2019 -Vox Mundi
Avec Carlo Brandt (acteur), Philippe Foch (percussionniste), Didier Petit (violoncelliste) et Claudia Solal (chanteuse).
Vox Mundi est un oratorio spatial construit par les Voyageurs de l’Espace à partir de plusieurs sources : des films d’archives des grands discours politiques, scientifiques et culturels de l’aventure spatiale du XXe siècle et des textes d'auteurs contemporains. Les discours sont ceux de Nikita Khrouchtchev, du Général de Gaulle, de John Fitzgerald Kennedy, du philosophe Michel Serres, de l’artiste Yves Klein et de l’astrophysicien Michel Cassé, les textes littéraires de Bernard Chambaz, Amélie Lucas-Gary, Gérard Mordillat, Gilles Weinzaepflen et Elie During. Portés par les improvisations musicales, ces écrits entrent dans un dialogue parodique avec les allocutions officielles. 
Le spectacle a été créé lors du festival D’Jazz de Nevers, et lors des matinées contemporaines à l’Opéra de Reims à la suite de plusieurs résidences de création à Césaré – Centre national de création musicale de Reims, à la Cité de la Voix, à Vézelay, et au Théâtre des Quatre Saisons, à Gradignan. 

## Composition du collectif
Les Voyageurs de l’Espace est une formation à géométrie variable. Depuis sa création, une quinzaine de musiciens, chanteurs, acteurs et auteurs ont pris part aux projets du collectif. 
- Didier Petit – Gérard Azoulay : co-directeurs artistiques

- Alexeï Aigui (violoniste)
- Carlo Brandt (acteur)
- Hélène Breschand (harpiste)
- Damien Bouvet (acteur)
- Etienne Bultingaire (création sonore)
- Philippe Foch (percussionniste)
- Alex Grillo (vibraphoniste)
- Terje Isungset (percussionniste)
- Sylvain Kassap (clarinettiste)
- Pierre Meunier (auteur et metteur en scène)
- Jean-François Pauvros (guitariste)
- Laurent Poitrenaux (acteur)
- Vithya Ponomarev (acteur)
- Karin Romer (actrice)
- Christian Sebille (musicien électroacoustique)
- Claudia Solal (chanteuse)

Les Voyageurs de l’Espace ont ponctuellement accueilli des scientifiques, comme Jean-Louis Fellous, océanographe, et Michel Viso, exobiologiste, lors du Festival WormHoles.

## Les Voyageurs de l’Espace et la littérature contemporaine
Les spectacles du collectif sont nourris de collaborations avec des auteurs de tous horizons. Leurs textes, commandés pour une production spécifique ou adaptés a posteriori, sont inspirés par l’univers spatial et publiés parallèlement dans la revue de création Espace(s). Les auteurs suivants ont écrit des textes mis en musique et en voix par le collectif : Olivier Bleys, Alain Borer, Bernard Chambaz, Philippe Claudel, Elie During, Anatoli Kourtchatkine, David Lespiau, Amélie Lucas-Gary, Sabine Macher, Gérard Mordillat, Mariette Navarro, Charles Pennequin, Ernest Pépin, Éric Pessan, Coline Pierré, Jean-Claude Pinson, Noëlle Revaz, Karin Serres et Gilles Weinzaepflen.

## Galerie

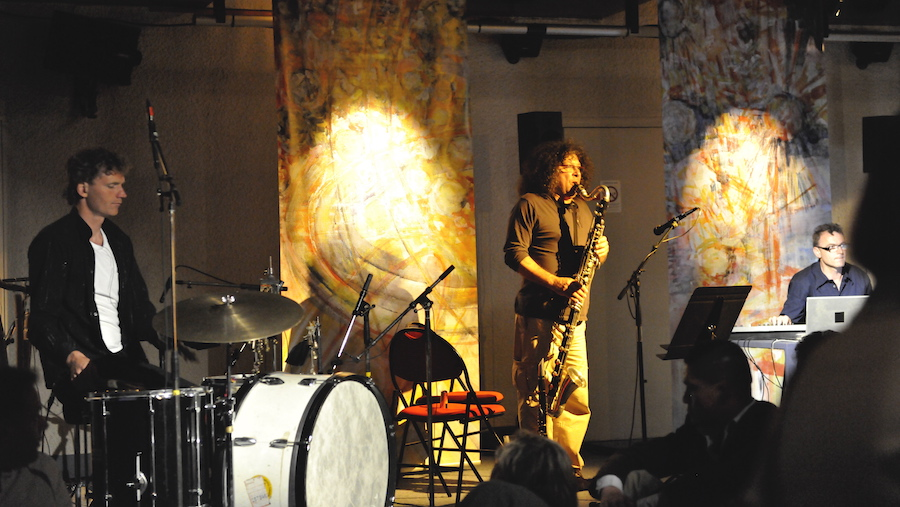
Fête de la musique 2009. Terje Isungset, Sylvain Kassap et Christian Sébille - J. Betin
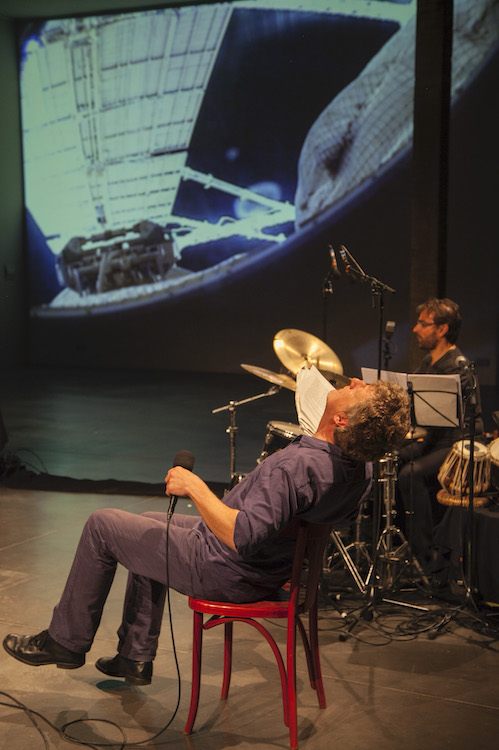
Chute libre 2014. Pierre Meunier et Philippe Foch - P. Gamot.
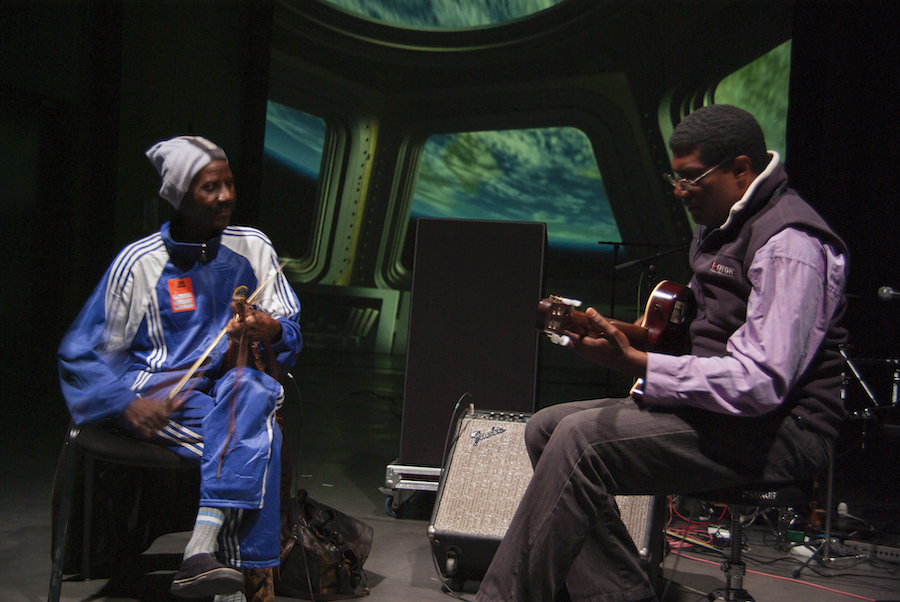
Festival Wormholes 2010. Harouna Saneye et Camel Zekri - I. Millet.